# Lịch sử kinh tế Nhật Bản
| Lịch sử Nhật Bản | Lịch sử Nhật Bản |
| --- | ---------------- |
| Tiền sửThời kỳ đồ đá cũ ~15000 TCN Thời kỳ Jōmon (Thằng Văn) ~15000 TCN–300 TCN Thời kỳ Yayoi (Di Sinh) tk 4 TCN–tk 3 |                  |
| Cổ đạiThời kỳ Kofun (Cổ Phần) tk 3–tk 7 Thời kỳ Asuka (Phi Điểu) 592–710 Thời kỳ Nara (Nại Lương) 710–794 Thời kỳ Heian (Bình An) 794–1185 |                  |
| Phong kiếnThời kỳ Kamakura (Liêm Thương) 1185–1333 Tân chính Kemmu (Kiến Vũ) 1333–1336 Thời kỳ Muromachi (Thất Đinh) 1336–1573 Thời kỳ Nam-Bắc triều 1336–1392 Thời kỳ Chiến Quốc 1467–1590 Thời kỳ Azuchi-Momoyama (An Thổ-Đào Sơn) 1573–1603 Mậu dịch Nanban (Nam Man) Chiến tranh Nhật Bản – Triều Tiên 1592–1598 Thời kỳ Edo/Tokugawa (Giang Hộ/Đức Xuyên)1603–1868 Chiến tranh Nhật Bản – Lưu Cầu Chiến dịch Ōsaka (Đại Phản) Tỏa Quốc Đoàn thám hiểm Perry Hiệp ước Kanagawa (Thần Nại Xuyên) Bakumatsu (Mạc mạt) Minh Trị Duy tân Chiến tranh Boshin (Mậu Thìn) |                  |
| Hiện đạiThời kỳ Minh Trị (Meiji) 1868–1912 Nhật xâm lược Đài Loan 1874 Chiến tranh Tây Nam Chiến tranh Nhật–Thanh Hiệp ước Mã Quan Chiến tranh Ất Mùi 1895 Phong trào Nghĩa Hòa Đoàn Hòa ước Portsmouth Hiệp ước Nhật–Triều 1910 Thời kỳ Đại Chính (Taishō) 1912-1926 Nhật Bản trong Thế chiến thứ nhất Sự can thiệp của Nhật Bản vào Siberia Đại thảm họa động đất Kantō 1923 Thời kỳ Chiêu Hòa (Shōwa) 1926–1989 Chủ nghĩa quân phiệt Nhật Bản Sự kiện Phụng Thiên Nhật Bản xâm lược Mãn Châu Hiệp ước chống Quốc tế Cộng sản Chiến tranh Trung–Nhật Cuộc tấn công Trân Châu Cảng Vụ ném bom nguyên tử xuống Hiroshima và Nagasaki Chiến tranh Xô–Nhật Nhật Bản đầu hàng Thời kỳ bị chiếm đóng 1945-1952 Nhật Bản thời hậu chiếm đóng Kỳ tích kinh tế Nhật Bản thời hậu chiến Thời kỳ Bình Thành (Heisei) 1989–2019 Thập niên mất mát Động đất Kobe 1995 Cool Japan Động đất và sóng thần Tōhoku 2011 Thời kỳ Lệnh Hòa (Reiwa) 2019–nay Đại dịch COVID-19 tại Nhật Bản |                  |
| Xem thêm Thiên hoàng • Niên biểu • Đế quốc Nhật Bản Kinh tế • Giáo dục • Quân sự • Hải quân • Di sản thế giới |                  |
| x t s |                  |

Lịch sử kinh tế Nhật Bản được quan tâm nghiên cứu chính là vì sự phát triển kinh tế mạnh mẽ của nước này và bởi vì Nhật Bản là nền kinh tế quốc gia lớn thứ ba trên thế giới.

## Những liên kết đầu tiên với châu Âu (thế kỷ XVI)
Thời Phục hưng, người châu Âu khá ngưỡng mộ Nhật Bản khi họ đến đất nước này vào thế kỷ XVI. Nhật Bản được coi là một quốc gia vô cùng giàu kim loại quý, một quan điểm bắt nguồn từ các câu chuyện về các chùa và cung điện dát vàng của Marco Polo, và một phần cũng do sự phong phú tương đối của quặng bề mặt đặc trưng của một quốc gia núi lửa, trước khi khai thác sâu quy mô lớn trở nên khả thi trong thời đại công nghiệp. Nhật Bản đã trở thành một nước xuất khẩu lớn về đồng và bạc trong thời kỳ này.

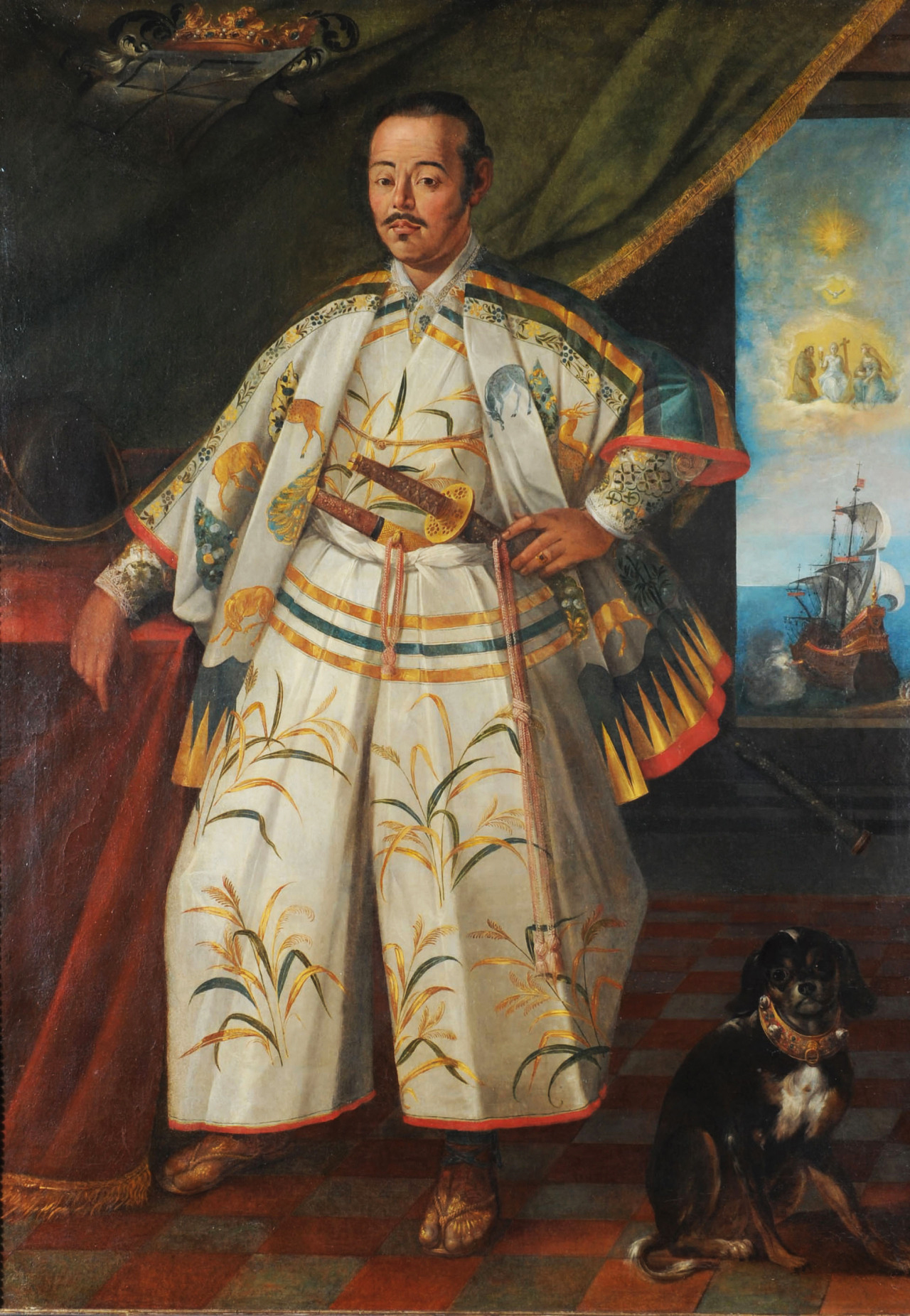
Samurai Hasekura Tsunenaga ở Rome vào năm 1615, Coll. Borghese, Rome

Nhật Bản cũng được coi là một xã hội phong kiến tinh vi với nền văn hóa cao và công nghệ tiền công nghiệp tiên tiến. Nó đã có dân cư đông đúc và đô thị hóa. Các nhà quan sát châu Âu nổi tiếng thời bấy giờ dường như đồng ý rằng người Nhật  "không chỉ vượt trội so với tất cả các dân tộc phương Đông khác, họ cũng vượt trội hơn cả người châu Âu"(Alessandro Valignano, 1584," Historia del Principo y Progresso de la Compania de Jesus en las Indias Orientales).
Những vị khách châu Âu thời kỳ đầu đã rất ngạc nhiên bởi chất lượng của nghề thủ công và kim thuộc của Nhật Bản. Điều này xuất phát từ thực tế rằng Nhật Bản khá nghèo về tài nguyên thiên nhiên thường thấy ở châu Âu, đặc biệt là sắt. Do đó, người Nhật nổi tiếng tiết kiệm tài nguyên tiêu hao của họ; những những tài nguyên ít ỏi mà họ có, họ đã sử dụng với các kỹ năng bậc thầy.

### Mậu dịch với châu Âu
Hàng hóa của các tàu Bồ Đào Nha đầu tiên (thường là khoảng bốn tàu nhỏ mỗi năm) đến Nhật Bản bao gồm hầu như toàn bộ hàng hóa của Trung Quốc (lụa, sứ). Người Nhật rất mong muốn có được những hàng hóa như vậy nhưng đã bị cấm mọi liên hệ với Trung Quốc như một hình phạt vì cướp biển Oa Khấu. Do đó, người Bồ Đào Nha (được gọi là  Nanban , người miền Nam man rợ) đã tìm thấy cơ hội đóng vai trò trung gian trong thương mại châu Á.

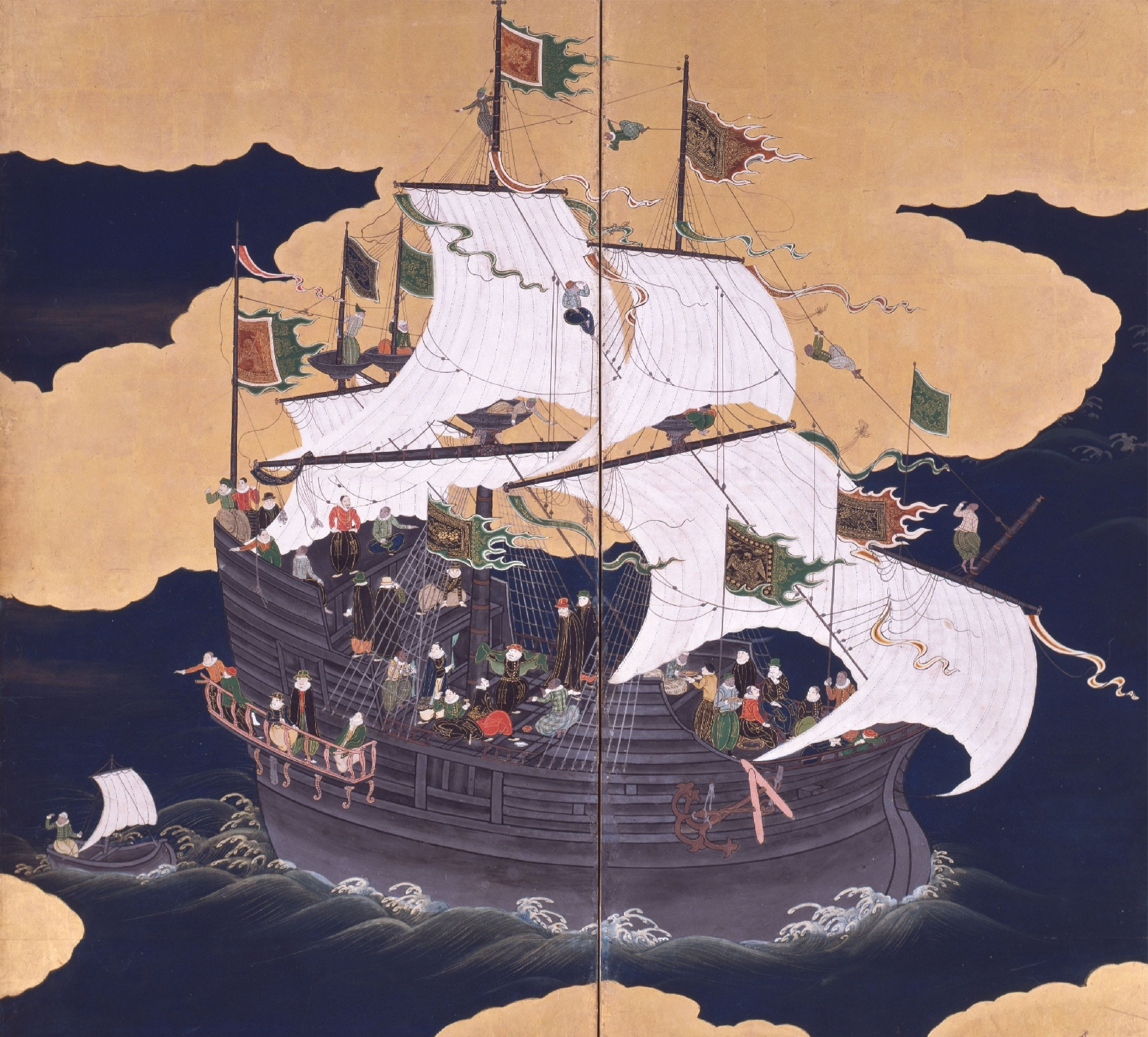
Một chiếc thuyền vuông Bồ Đào Nha ở Nagasaki vào thế kỉ XVII

Từ khi giành được Macau năm 1557, và được Trung Quốc chính thức công nhận là đối tác thương mại, Bồ Đào Nha bắt đầu điều chỉnh thương mại với Nhật Bản, bằng cách bán cho người trả giá cao nhất cho chuyến hàng thường niên đến Nhật, ảnh hưởng của việc trao độc quyền thương mại cho chỉ một chiếc thuyền vuông duy nhất đến Nhật mỗi năm. Thuyền vuông này là loại thuyền cực lớn, thường khoảng từ 1000 đến 1500 tấn, gấp đôi đến gấp ba lần kích cõ thuyền buồm tiêu chuẩn hay thuyền mành loại lớn.
Giao thương tiếp tục với một số gián đoạn cho đến năm 1638, khi nó bị cấm do cáo buộc các con tàu này đã lén đưa các tu sỹ vào Nhật Bản.
Thương mại Bồ Đào Nha càng ngày càng bị cạnh tranh gay gắt hơn từ những tàu buôn lậu Trung Quốc và các Châu ấn thuyền Nhật Bản từ khoảng 1592 (khoảng 10 tàu mỗi năm), thuyền Tây Ban Nha từ Manila từ khoảng 1600 (một tàu mỗi năm), Hà Lan từ 1609, người Anh từ 1613 (khoảng một tàu mỗi năm).
Người Hà Lan, thay vì gọi là "Nanban" mà gọi là "Kōmō" (紅毛, "Hồng Mao"), lần đầu tiên đến Nhật Bản năm 1600, trên con tàu Liefde. Hoa tiêu của họ là William Adams, người Anh đầu tiên đến Nhật Bản. Năm 1605, hai thủy thủ tàu Liefde được Tokugawa Ieyasu gửi đến Pattani để mời người Hà Lan đến buôn bán với Nhật. Người đứng đầu thương điếm Hà Lan ở Pattani, Victor Sprinckel, từ chối với lý do rằng ông rất bận rộn khi phải đối đầu với người Bồ Đào Nha ở Đông Nam Á. Tuy vậy, năm 1609, người Hà Lan Jacques Specx cùng 2 tàu đến Hirado, và qua Adams nhận được đặc quyền thương mại từ Ieyasu.
Người Hà Lan cũng dính líu vào cướp biển và các cuộc hải chiến để làm suy yếu đội tàu Bồ Đào Nha và Tây Ban Nha ở Thái Bình Dương, và cuối cùng trở thành nước phương Tây duy nhất được quyền tiếp cận Nhật Bản từ vùng đất nhỏ Dejima sau năm 1638 và tiếp diễn trong vòng hai thế kỷ sau đó.

## Thời Edo

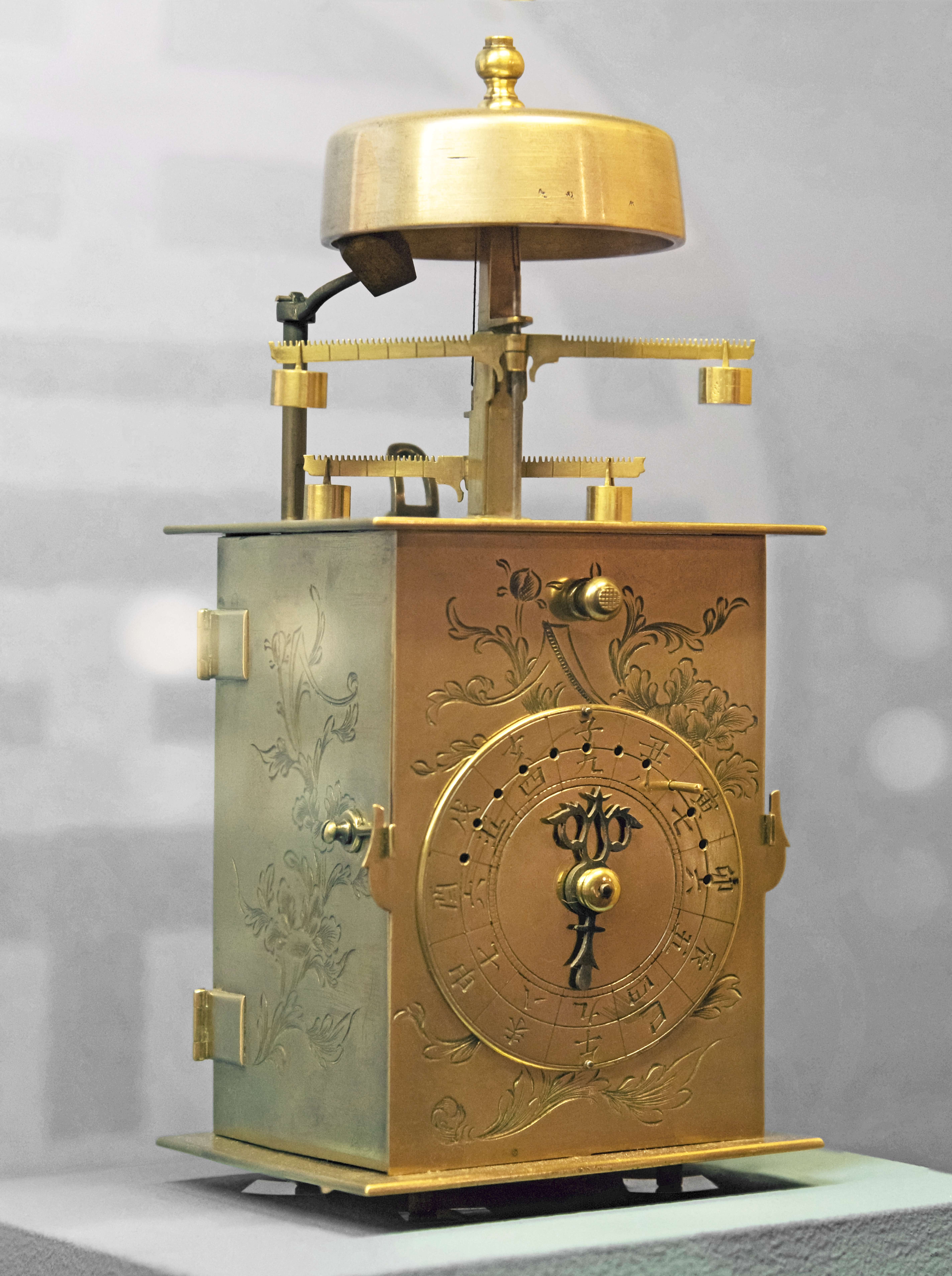
Đồng hồ do Nhật Bản sản xuất từ thế kỷ 18 hay Wadokei. Sau đó, thời gian thay đổi trong mùa vì từ bình minh đến hoàng hôn làm 12 giờ và từ hoàng hôn đến bình minh làm 12 giờ.

Phát triển kinh tế trong thời kỳ Edo bao gồm đô thị hóa, tăng vận chuyển hàng hóa, mở rộng đáng kể trong nước và bước đầu trao đổi thương mại với nước ngoài, sự phổ biến của thương mại và các ngành công nghiệp thủ công mỹ nghệ. Các ngành nghề xây dựng phát triển mạnh mẽ, cùng với các cơ sở ngân hàng và hiệp hội thương gia. Càng ngày, chính quyền  Phiên  giám sát sản xuất nông nghiệp đang gia tăng và sự lan rộng của thủ công mỹ nghệ nông thôn. Vào giữa thế kỷ 18, Edo có dân số hơn 1 triệu người. Osaka và Kyoto mỗi nơi có hơn 400.000 cư dân. Nhiều thị thành khác cũng phát triển. Osaka và Kyoto trở thành trung tâm thương mại và sản xuất thủ công mỹ nghệ bận rộn, trong khi Edo là trung tâm cung cấp thực phẩm và hàng tiêu dùng đô thị thiết yếu. Gạo là nền tảng của nền kinh tế, vì daimyō thu thuế từ nông dân dưới dạng gạo. Thuế cao, khoảng 40% thu hoạch. Gạo được bán tại chợ  fudasashi  ở Edo. Để kiếm tiền, daimyō đã sử dụng hợp đồng kỳ hạn để bán gạo chưa được thu hoạch. Các hợp đồng này tương tự như hợp đồng tương lai ngày nay.
Sự khởi đầu của thời Edo trùng với những thập kỷ cuối cùng của thời kỳ thương mại Nanban. Trong thời gian đó, sự tương tác mạnh mẽ với các cường quốc châu Âu, trên phương diện kinh tế và tôn giáo, đã diễn ra. Vào đầu thời kỳ Edo, Nhật Bản đã chế tạo các tàu chiến kiểu phương Tây đi biển đầu tiên của hoàng gia, như  San Juan Bautista , một chiếc tàu kiểu galleon nặng 500 tấn dùng để đoàn sứ thần Nhật Bản do Hasekura Tsunenaga dẫn đầu đến châu Mỹ và sau đó tiếp tục đến châu Âu. Cũng trong thời gian đó,  bakufu  đã vận hành khoảng 350 Châu Ấn Thuyền, một loai tàu thương mại ba cột buồm có vũ trang dùng cho thương mại nội Á. Các nhà thám hiểm Nhật Bản như Yamada Nagamasa đã hoạt động trên khắp châu Á.
Để xóa bỏ ảnh hưởng của Kitô giáo hóa, Nhật Bản bước vào thời kỳ cô lập gọi là sakoku, trong thời gian đó nền kinh tế của nước này được hưởng sự ổn định và tiến bộ nhẹ. Nhưng không lâu sau đó, vào những năm 1650, việc sản xuất sứ xuất khẩu của Nhật Bản đã tăng lên rất nhiều khi cuộc nội chiến làm trung tâm sản xuất sứ chính của Trung Quốc là Cảnh Đức Trấn không hoạt động trong nhiều thập kỷ. Trong phần còn lại của thế kỷ 17, hầu hết sứ Nhật Bản được sản xuất ở Kyushu để xuất khẩu qua Trung Quốc và Hà Lan. Thương mại đã bị thu hẹp dưới sự cạnh tranh mới của Trung Quốc vào những năm 1740, trước khi nối lại sau khi Nhật Bản mở cửa vào giữa thế kỷ 19.
Trong thời kỳ này, Nhật Bản đã dần dần nghiên cứu các khoa học và kỹ thuật phương Tây (được gọi là  rangaku , nghĩa đen là "nghiên cứu Hà Lan" hay "Lan học") thông qua các thông tin và sách nhận được thông qua các thương nhân Hà Lan ở Dejima. Các lĩnh vực chính được nghiên cứu bao gồm địa lý, y học, khoa học tự nhiên, thiên văn học, nghệ thuật, ngôn ngữ, khoa học vật lý như nghiên cứu các hiện tượng điện và khoa học cơ học như được minh họa bởi sự phát triển của đồng hồ Nhật Bản hay wadokei, lấy cảm hứng từ kỹ thuật phương Tây.

## Thời kỳ công nghiệp hóa

### Thời kỳ 1870-1890

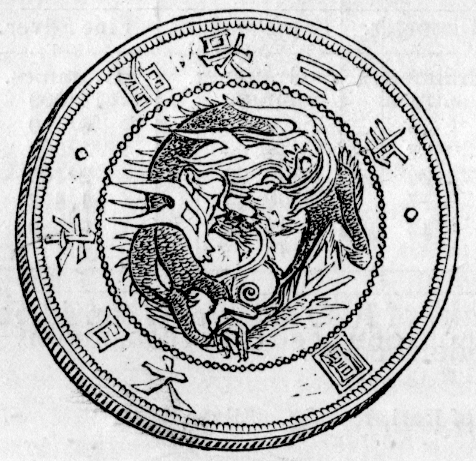
Tiền kim loại mệnh giá 1 Yên làm bằng bạc được phát hành vào năm 1872.

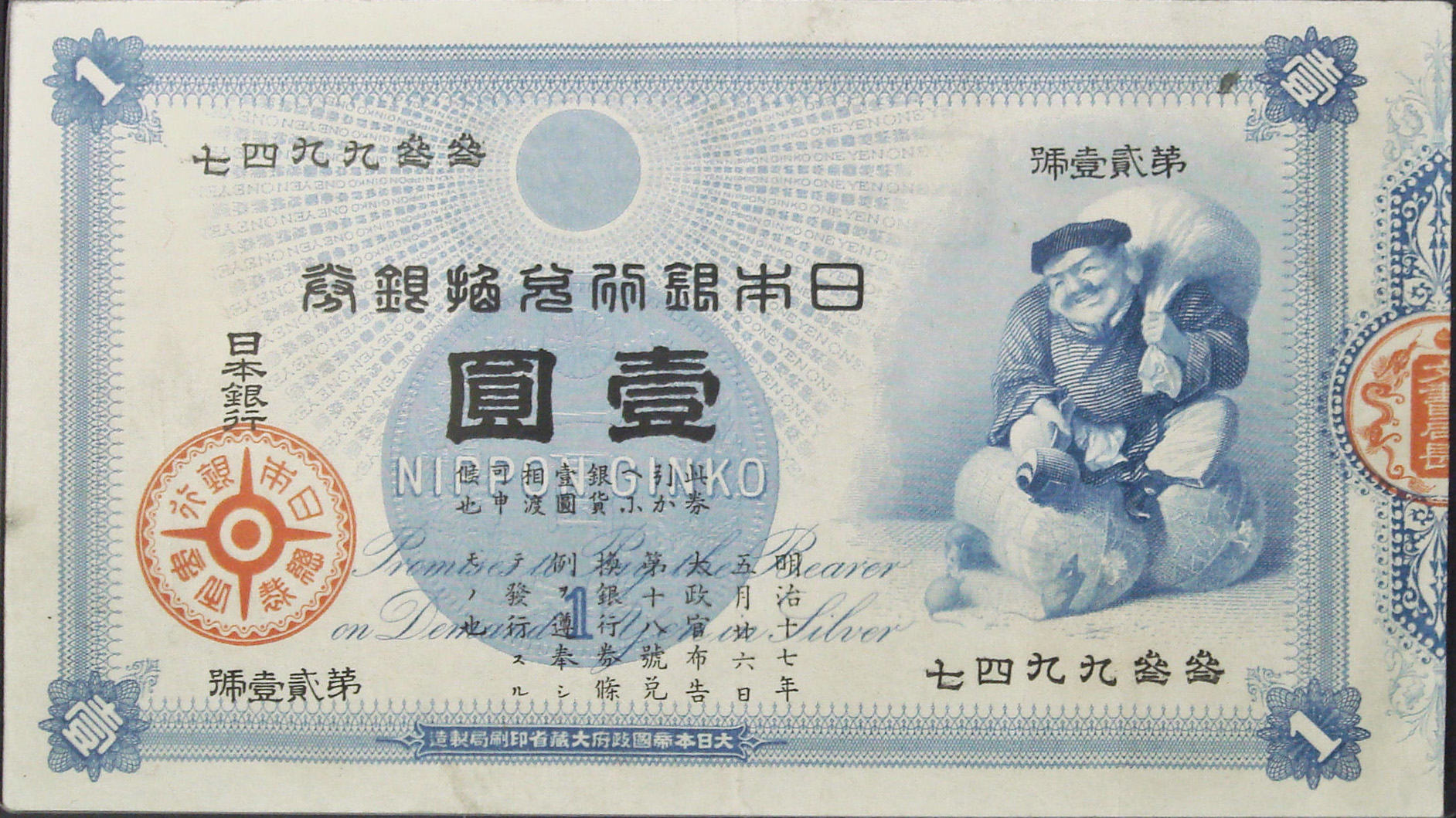
Tiền giấy mệnh giá 1 Yên có thể chuyển đổi sang bạc được phát hành vào năm 1885.

Năm 1868, sau chiến tranh Boshin, Thiên hoàng Minh Trị tiến hành cuộc Minh Trị Duy Tân, mở ra kỷ nguyên hiện đại hóa đất nước. Chính phủ mới coi công nghiệp là một trong những trụ cột của một quốc gia hiện đại, và vì vậy đã đề ra nhiều chính sách phát triển nền công nghiệp.
Sau một loạt cải cách cho phép được tự do lựa chọn nghề nghiệp và nắm được cơ sở thuế vững chắc dựa trên thuế ruộng đất, chính phủ đã bắt tay vào công nghiệp hóa thông qua "Chính sách xúc tiến công nghiệp". Cụ thể, chính phủ tiến hành xây dựng hệ thống ngân hàng quốc gia, phát hành đồng Yên thay thế cho hệ thống tiền tệ phức tạp thời Tokugawa, phát triển các ngành khai mỏ và công nghiệp nặng, xây dựng cơ sở hạ tầng (đường sắt, đường bộ,...), thúc đẩy công nghiệp nhẹ.
Xúc tiến xây dựng hệ thống ngân hàng, cơ sở hạ tầng và công nghiệp nặng ngay từ đầu đã cho phép Nhật Bản rút ngắn thời gian, nhanh chóng hiện đại hóa, đi vào công nghiệp hóa thay thế nhập khẩu hàng sơ cấp.
Để bảo vệ nền công nghiệp non trẻ trước sự cạnh tranh của hàng hóa nước ngoài, chính phủ khuyến khích thành lập các thương hội theo ngành nghề và địa phương để có điều kiện hướng dẫn kỹ thuật và giới thiệu chuyên gia cho các xí nghiệp. Đối với khu vực công nghiệp hiện đại, chính phủ trợ cho họ bằng cách cho vay dài hạn với lãi suất thấp.
Năm 1898, Nhật Bản đã đóng được tàu thủy trọng tải trên 6 ngàn tấn.

### Thời kỳ 1900-1919
Năm 1900, Nhật Bản hoàn thành giai đoạn thay thế nhập khẩu hàng dệt và bắt đầu xuất khẩu mặt hàng này. Sau đó, các hàng công nghiệp nhẹ khác cũng gia nhập danh sách hàng xuất khẩu. Nhật Bản đã chuyển sang giai đoạn công nghiệp hóa theo định hướng xuất khẩu hàng sơ cấp trong khi vẫn làm sâu thêm thay thế nhập khẩu hàng sơ cấp.
Ngay sau khi giành lại được độc lập hạn chế đối vấn đề thuế quan vào năm 1902 và độc lập đầy đủ vào năm 1911, chính phủ đã trực tiếp bảo hộ các ngành công nghiệp của mình bằng nâng mức thuế nhập khẩu lên.

### Thời kỳ 1920-1937
Đầu thập niên 1920, công cuộc công nghiệp hóa của Nhật Bản đã chuyển sang giai đoạn thay thế nhập khẩu hàng thứ cấp. Chủ nghĩa tư bản nhà nước phát triển mạnh mẽ. Cơ cấu công nghiệp thời kỳ này được xem là "nhân tạo" do có sự can thiệp mạnh mẽ của chính phủ.
Chính phủ đẩy mạnh hơn nữa việc bảo hộ các ngành công nghiệp trong nước, tiếp tục trợ cấp và giới thiệu những công nghệ tiên tiến của thế giới cho các ngành công nghiệp nặng và hóa chất. Nhờ những chính sách này, mức độ tập trung sản xuất đã tăng lên nhanh chóng, đặc biệt thấy rõ qua sự phát triển của các zaibatsu. Ngay trước Chiến tranh thế giới thứ hai, công nghiệp nặng của Nhật Bản đã thu hút tới 40% tổng số lao động và đóng góp 50% vào sản lượng công nghiệp của đất nước.
Nhật Bản đã phát triển được các công nghệ tiên tiến nhất thời bấy giờ trong các lĩnh vực đóng tàu, chế tạo máy bay.

### Tái thiết sau chiến tranh
Thời kỳ khôi phục kinh tế của Nhật Bản sau Chiến tranh thế giới thứ hai kéo dài từ năm 1945 đến 1953. Đây cũng là thời kỳ của những cuộc cải cách theo đề nghị của Lực lượng Đồng Minh đang quân quản Nhật Bản.
- Những cải cách: Cuối năm 1945, năm mậu thân Lực lượng Đồng mình Quân quản ra lệnh cải cách ruộng đất ở nông thôn. Cuộc cải cách ruộng đất này đã tạo ra cơ sở để tăng năng suất nông nghiệp và để ổn định các vùng nông thôn. Cũng trong năm 1945, lệnh giải tán các zaibatsu (các tập đoàn tài phiệt) được đưa ra. Năm 1947, Luật chống độc quyền được ban hành. Tiếp theo là luật thủ tiêu tình trạng tập trung quá mức sức mạnh kinh tế được ban hành bổ sung cho luật chống độc quyền. Những cải cách dân chủ hóa kinh tế này có tác dụng nâng cao vị trí của tư bản công nghiệp, khuyến khích tinh thần kinh doanh và đầu tư.
- Ổn định kinh tế: Do chiến tranh, sản xuất bị gián đoạn, thất nghiệp gia tăng, tổng cầu vượt tổng cung khiến cho lạm phát tăng tốc nhanh chóng. Nạn đói tuy được ngăn chặn nhờ phát chẩn khẩn cấp của lực lượng quân quản, song thức ăn tồi và thiếu đã gây ra nạn suy dinh dưỡng và ngộ độc ở nhiều nơi. Để khôi phục và ổn định kinh tế, chính phủ đã phải tiến hành phân phối lương thực, kiểm soát hành chính đối với giá cả, chống nạn đầu cơ, "đông lạnh" tiền gửi ngân hàng, đổi tiền, phát hành trái phiếu chính phủ, tập trung sức khôi phục và phát triển một số ngành ưu tiên như than, thép, phân bón, điện lực, v.v...
- Đường lối Dodge: Cuối năm 1948, chính phủ Mỹ cử Joseph Dodge sang Nhật Bản để điều hành nền kinh tế ở đây. Ông này chủ trương cân đối ngân sách thông qua hạn chế chi tiêu, ngừng kiểm soát giá, cố định tỷ giá hối đoái Yên Nhật/Dollar Mỹ là 360: 1. Nhờ đường lối này, nền kinh tế tự do được khôi phục, năng suất lao động ở Nhật Bản được nâng lên, lạm phát được khống chế, thậm chí còn đưa tới nguy cơ giảm phát.
- Ảnh hưởng của cuộc chiến tranh Triều Tiên: Chiến tranh Triều Tiên bùng nổ vào tháng 6 năm 1950. Mỹ và Nhật Bản liền ký hiệp định hòa bình để Mỹ rảnh tay hơn đối phó với chiến sự. Những đơn đặt hàng của lực lượng quân sự Mỹ để cung cấp cho mặt trận Triều Tiên gần đó đã làm tăng tổng cầu của Nhật Bản. Nó tạo điều kiện cho Nhật Bản khắc phục một số lệch lạc của nền kinh tế, thúc đẩy tiêu dùng.

### Kỷ nguyên tăng trưởng nhanh

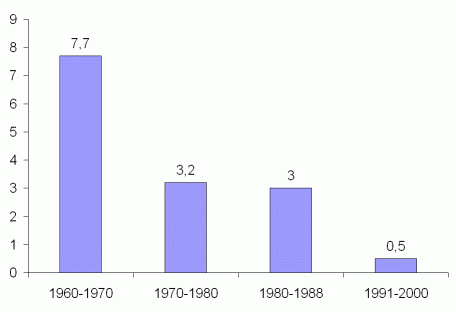
So sánh tốc độ tăng GNP bình quân đầu người của Nhật Bản giữa các thời kỳ.

Thời kỳ gần 20 năm từ năm 1955 đến năm 1973 là thời kỳ mà nền kinh tế Nhật Bản có tốc độ tăng trưởng rất cao. GDP thực tế theo giá so sánh hàng năm (năm gốc là 1965) của Nhật Bản trong thời kỳ này hầu hết đều có tốc độ tăng lên tới hai chữ số. Chính trong thời kỳ này, kinh tế Nhật Bản đã đuổi kịp các nền kinh tế tiên tiến của thế giới. Nếu vào năm 1950, GNP của Nhật còn nhỏ hơn của bất cứ nước phương Tây nào và chỉ bằng vài phần trăm so với của Mỹ, thì đến năm 1960 nó đã vượt qua Canada, giữa thập niên 1960 vượt qua Anh và Pháp, năm 1968 vượt Tây Đức. Năm 1973, GNP của Nhật Bản bằng một phần ba của Mỹ và lớn thứ hai trên thế giới.
Những nhân tố tạo nên sự tăng trưởng nhanh chóng của Nhật Bản trong thời kỳ này gồm: cách mạng công nghệ, lao động rẻ lại có kỹ năng, khai thác được lao động dư thừa ở khu vực nông nghiệp, tỷ lệ để dành cao, đầu tư tư nhân cao, đồng yên Nhật được cố định vào dollar Mỹ với tỷ giá 360JPY/USD có lợi cho xuất khẩu của Nhật Bản, nhu cầu tiêu dùng tăng mạnh, giá dầu lửa hãy còn rẻ, nguồn tài chính cho đầu tư ổn định nhờ chính sách của chính phủ giữ cho các ngân hàng khỏi bị phá sản, chính sách kinh tế vĩ mô (chủ yếu là chính sách tài chính) và chính sách công nghiệp được sử dụng tích cực, nhu cầu lớn từ Mỹ đối với hàng quân dụng  do chiến tranh Việt Nam tạo ra.
Trong kỷ nguyên tăng trưởng nhanh, Nhật Bản tiếp tục hoàn thành giai đoạn thay thế nhập khẩu tư liệu sản xuất trong khi vẫn đẩy mạnh xuất khẩu hàng tiêu dùng lâu bền và chuyển sang xuất khẩu máy móc như ô tô, thiết bị điện tử cao cấp như máy tính. Năm 1970, 72,4% kim ngạch xuất khẩu của Nhật Bản là nhờ các sản phẩm công nghiệp nặng và hóa chất. Tự tin vào năng lực cạnh tranh của mình, từ năm 1960, Nhật Bản bắt đầu tự do hóa thương mại. Năm 1963, Nhật Bản trở thành thành viên của Quỹ Tiền tệ Quốc tế. Năm 1964, Nhật Bản trở thành thành viên của Tổ chức Hợp tác và Phát triển Kinh tế, câu lạc bộ của những quốc gia tiên tiến.
Năm 1971, cú sốc Nixon làm đồng yên tăng giá làm giảm thặng dư cán cân thanh toán của Nhật Bản. Năm 1973, chiến tranh Trung Đông lần thứ 4 bùng nổ là một trong những nguyên nhân dẫn tới cú sốc dầu lửa. Kinh tế Nhật Bản tăng trưởng âm trong năm 1974. Kỷ nguyên tăng trưởng nhanh chấm dứt.

## Thời kỳ chuyển đổi
Thời kỳ này có đặc trưng là tốc độ tăng GDP không ổn định và nhìn chung thấp bằng nửa thời kỳ tăng trưởng nhanh. Một loạt cuộc khủng hoảng kinh tế đã xảy ra vào các năm 1973-1975, 1981-1982 và 1985-1986. Hai cuộc khủng hoảng đầu tiên có nguyên nhân chính là các cú sốc dầu lửa. Còn cuộc khủng hoảng thứ ba có nguyên nhân từ việc đồng Yên Nhật lên giá sau Thỏa ước Plaza.
Là nước phụ thuộc gần như hoàn toàn vào dầu lửa nhập khẩu (mà giá dầu lại tăng vọt) và nhu cầu nước ngoài (mà thị trường nước ngoài cũng bị khủng hoảng), nên cuộc khủng hoảng 1973-1975 đã làm kinh tế Nhật Bản rơi vào tình trạng đình lạm sâu sắc. Mức độ khủng hoảng (căn cứ vào tốc độ tăng trưởng GDP thực tế và sản lượng công nghiệp) của Nhật Bản nghiêm trọng nhất trong các nước công nghiệp phát triển và nghiêm trọng hơn cả hồi Đại khủng hoảng. Những ngành công nghiệp sử dụng nhiều năng lượng như đóng tàu, luyện thép, hóa dầu, dệt, gia công kim loại bị khủng hoảng nặng nề.
Tác động nghiêm trọng của cú sốc dầu lửa 1973-1975 đã khiến Nhật Bản phải tích cực triển khai chương trình tiết kiệm năng lượng, đồng thời chuyển dịch cơ cấu kinh tế theo hướng tăng tỷ trọng của khu vực dịch vụ. Trong khu vực chế tạo, giảm tỷ trọng của các ngành dùng nhiều năng lượng, tăng tỷ trọng của các ngành có hàm lượng tri thức cao (như sản xuất máy tính, máy bay, người máy công nghiệp, mạch tổ hợp,...), các ngành sản xuất theo mốt (quần áo chất lượng cao, đồ điện dân dụng, thiết bị nghe nhìn,...) và công nghiệp thông tin. Nhật Bản nhấn mạnh hơn nữa nghiên cứu khoa học cơ bản để có thể chuyển sang các ngành kinh tế mới.
Đầu tư trực tiếp của Nhật Bản ra nước ngoài tăng vọt với hai động lực chính là tận dụng nguồn nguyên liệu và năng lượng ở các địa bàn đầu tư là các nền kinh tế đang phát triển và chọc thủng hàng rào bảo hộ mậu dịch ở các địa bàn đầu tư là các nền kinh tế phát triển.
Nhờ những cải cách tích cực, Nhật Bản đã hồi phục sau khủng hoảng 1973-1975 và chị bị ảnh hưởng nhẹ trong cuộc khủng hoảng 1979-1981. Tốc độ tăng trưởng GDP thực tế của Nhật Bản vẫn cao hơn của các nước công nghiệp phát triển khác.

## Thời kỳ bong bóng kinh tế
Thời kỳ bong bóng kinh tế của Nhật Bản kéo dài 4 năm 3 tháng, từ tháng 12 năm 1986 đến tháng 2 năm 1991. Kinh tế Nhật Bản thời kỳ này có những đặc điểm như đồng Yên cao giá so với Dollar Mỹ, tốc độ tăng trưởng GDP thực tế cao, tỷ lệ lạm phát cao, tỷ lệ thất nghiệp thấp, giá tài sản (bất động sản lẫn tài sản tài chính) cao, tiêu dùng mạnh.
Nguyên nhân khiến bong bóng kinh tế hình thành có nhiều. Nguyên nhân đầu tiên là việc Yên lên giá sau Thỏa ước Plaza (năm 1985) gây khó khăn cho các nhà xuất khẩu của Nhật Bản và đe dọa tăng trưởng kinh tế của nước này. Ngân hàng Nhật Bản đã phải thực hiện chính sách tiền tệ nới lỏng (hạ lãi suất) để đối phó với điều đó, nên tính thanh khoản cao quá mức hình thành. Kết quả là kinh tế tăng trưởng mạnh và đầu cơ tài sản bắt đầu làm tăng giá tài sản. Mặt khác, các nhà đầu tư bắt đầu thay đổi danh mục đầu tư của mình khi tỷ giá Yên/Dollar thay đổi và nhất là sau sự kiện Ngày thứ Hai đen tối trên thị trường chứng khoán Mỹ. Họ giảm đầu tư vào tài sản của Mỹ và tăng đầu tư vào các tài sản của Nhật Bản. Giá tài sản trong đó có giá cổ phiếu và trái phiếu công ty tăng kích thích xí nghiệp đầu tư. Lạm phát tăng tốc kích thích tiêu dùng. Bong bóng kinh tế nói chung và bong bóng giá tài sản chỉ được nhận ra sau khi chúng bắt đầu vỡ vào đầu thập niên 1990.
Đồng Yên tăng giá đã kích thích các xí nghiệp của Nhật Bản đầu tư trực tiếp ra nước ngoài. Nó cùng với việc người Nhật trở nên giàu hơn đã kích thích họ mua các tài sản của nước ngoài (chẳng hạn như mua xưởng phim của Mỹ, mua các tác phẩm hội họa nổi tiếng) và đi du lịch nước ngoài.
Các ngân hàng và các tổ chức tín dụng khác của Nhật Bản sau một thời gian dài đầu tư vào các xí nghiệp trong khu vực chế tạo thì đến thời kỳ này bắt đầu đầu tư vào các tài sản tài chính. Họ cũng tích cực cho vay đối với các dự án phát triển bất động sản. Họ còn sẵn sàng chấp nhận các tài sản tài chính và bất động sản làm thế chấp khi cho các xí nghiệp và cá nhân vay. Đây chính là một trong những nguyên nhân chủ yếu khiến các tổ chức tín dụng của Nhật Bản sau này mắc phải tình trạng nợ khó đòi khi bong bóng kinh tế và bong bóng giá tài sản vỡ.
Năm 1989, Nhật Bản nâng thuế suất thuế tiêu dùng. Cùng năm Iraq xâm lược Kuwait dẫn đến Chiến tranh vùng Vịnh khiến giá dầu lửa tăng vọt. Tháng 10 năm 1990, Ngân hàng Nhật Bản thực hiện chính sách tiền tệ thắt chặt. Bong bóng kinh tế vỡ vào năm 1991 và bong bóng giá tài sản vỡ vào năm 1992.

## Trì trệ kinh tế kéo dài

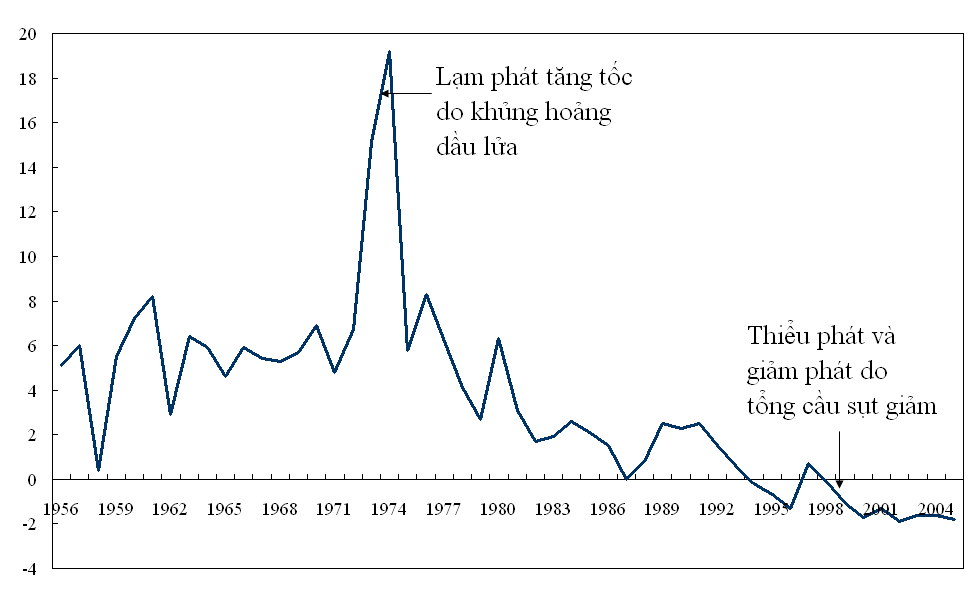
Thiểu phát và giảm phát trong thời kỳ trì trệ kinh tế kéo dài.

Sau khi bong bóng kinh tế vỡ đầu thập niên 1990, kinh tế Nhật Bản chuyển sang thời kỳ trì trệ kéo dài. Tốc độ tăng trưởng GDP thực tế bình quân hàng năm của giai đoạn 1991-2000 chỉ là 0,5% - thấp hơn rất nhiều so với các thời kỳ trước.
Có sự tranh luận về nguyên nhân khiến kinh tế Nhật Bản trì trệ liên tục hơn 10 năm.
Một số tranh luận cho rằng nguyên nhân nằm ở phía cung của nền kinh tế, cụ thể là do tỷ lệ tăng trưởng tiềm năng của Nhật Bản giảm sút. Những người theo trường phái trọng cung cho rằng: tất cả các yếu tố đầu vào là năng suất tổng nhân tố, tư bản, số lao động có việc làm, và thời gian lao động đều đồng loạt giảm là những nhân tố trực tiếp làm tỷ lệ tăng trưởng tiềm năng của Nhật Bản giảm đi. Các chủ thể kinh tế không nhận thức kịp thời sự giảm sút của tỷ lệ tăng trưởng tiềm năng, nên đã có xu hướng đầu tư thiết bị và thuê mướn lao động quá nhiều, gây ra hiện tượng dư cung.
Những người theo trường phái trọng cầu (chủ nghĩa Keynes) cho rằng, nguyên nhân của trì trệ kinh tế ở Nhật Bản là do có khoảng cách giữa tổng cung và tổng cầu khiến cho mức tăng trưởng thực tế thấp hơn mức tăng trưởng tiềm năng. Trì trệ kéo dài là vì nền kinh tế liên tục nằm trong các pha suy thoái của những chu kỳ kinh tế (pha suy thoái có xu hướng dài hơn trong khi pha phục hồi có xu hướng ngắn đi). Chính những chính sách tài chính và tiền tệ kích cầu của Nhật Bản được tiến hành không đủ mức và không kịp thời đã khiến cho nền kinh tế Nhật Bản không thoát ra hẳn khỏi suy thoái do bong bóng kinh tế tan vỡ, và tiếp theo là rơi vào một vòng xoáy ác tính mà hậu quả tai hại là mắc vào cái bẫy thanh khoản và giảm phát.

## Các sự kiện
- Nền tảng của Mạc phủ Tokugawa, bước đầu công nghiệp hóa hiện đại
- Minh Trị Duy tân, bắt đầu công nghiệp hóa
- Chiến tranh thế giới thứ hai, nền kinh tế được kiểm soát trong chiến tranh
- Kết thúc Thế chiến II, bắt đầu con đường trở thành một cường quốc kinh tế
- 25 tháng 4 năm 1971, Kết thúc Kim bản vị
- 22 tháng 9 năm 1985, Hiệp định Plaza
- 29 tháng 12 năm 1989, Nikkei 225 lập đỉnh trung bình ở mức 38.915
- Những năm 1990, "Thập kỷ mất mát", như được biết đến ở Nhật Bản, là thời gian sau khi bong bóng kinh tế Nhật Bản sụp đổ. Chỉ số chứng khoán Nikkei 225 chạm đáy ở mức 7603,76 vào tháng 4 năm 2003 đã tăng lên mức cao mới 18,138 vào tháng 6 năm 2007 trước khi tiếp tục xu hướng giảm.
- Tháng 7 năm 1997, bắt đầu khủng hoảng tài chính châu Á khiến một số công ty bao gồm Bảo hiểm nhân thọ Nissan và Yaohan bị phá sản
- Sau năm 2000, Ngân hàng Nhật Bản bắt đầu chiến lược nới lỏng định lượng
- 2011, Hậu quả của trận động đất và sóng thần Tōhoku 2011 đã ảnh hưởng sâu rộng đến kinh tế
- 2014, Abenomics, chương trình của Thủ tướng Nhật Bản Abe Shinzō để giúp phục hồi kinh tế của đất nước: phần kinh tế là một phần của chương trình tổng quát hơn, được bình luận bởi Joseph Stiglitz.[14]